# Gerāvīān-e Soflá
Gerāvīān-e Soflá (persiska: گراویان سفلی) är en ort i Iran.   Den ligger i provinsen Kermanshah, i den västra delen av landet, 500 km väster om huvudstaden Teheran. Gerāvīān-e Soflá ligger 777 meter över havet och antalet invånare är 320.
Terrängen runt Gerāvīān-e Soflá är huvudsakligen kuperad, men den allra närmaste omgivningen är platt. Runt Gerāvīān-e Soflá är det ganska glesbefolkat, med 38 invånare per kvadratkilometer. Närmaste större samhälle är Gīlān-e Gharb, 2,9 km sydost om Gerāvīān-e Soflá. Omgivningarna runt Gerāvīān-e Soflá är i huvudsak ett öppet busklandskap.